# George Alan Vasey
George Alan Vasey, CB, CBE, DSO & Bar (29 de março de 1895 - 5 de março de 1945) foi um oficial do exército australiano. Ele chegou ao posto de major-general durante a Segunda Guerra Mundial, antes de falecer num acidente de avião perto de Cairns em 1945.
Militar, Vasey formou-se no Royal Military College, Duntroon, em 1915 e serviu na Frente Ocidental com a Força Imperial Australiana, pela qual foi premiado com a Ordem de Serviço Distinto e duas vezes mencionado em Despachos. Ao longo de quase vinte anos Vasey permaneceu no posto de major, servindo em cargos de estado-maior na Austrália e no Exército da Índia Britânica.
Pouco depois da eclosão da Segunda Guerra Mundial em setembro de 1939, o Tenente-General Sir Thomas Blamey nomeou Vasey para o estado-maior da 6.ª Divisão. Em março de 1941, Vasey assumiu o comando da 19.ª Brigada de Infantaria, que liderou na Batalha da Grécia e na Batalha de Creta. Regressando à Austrália em 1942, Vasey foi promovido a major-general e tornou-se vice-chefe do Estado-Maior. Em setembro de 1942, ele assumiu o comando da 7.ª Divisão, combatendo contra os japoneses na campanha Kokoda Track e na Batalha de Buna-Gona. Em 1943, ele embarcou na sua segunda campanha na Nova Guiné, liderando a 7.ª Divisão no desembarque em Nadzab e na campanha subsequente em Finisterre Range.
Em meados de 1944, a sua saúde deteriorou-se a ponto de ele ser evacuado para a Austrália, e por algum tempo ele não esperava continuar vivo. No início de 1945 ele já estava recuperado o suficiente para ser nomeado para comandar a 6.ª Divisão. Enquanto voava para assumir este novo comando, a aeronave Lockheed Hudson em que ele viajava caiu no mar; todos a bordo faleceram.